# 高倉永孝
高倉 永孝（たかくら ながたか）は、戦国時代から江戸時代初期にかけての公卿。権大納言・高倉永相の子。官位は正三位・権大納言。高倉家9代。

## 生涯
永禄3年（1560年）、高倉永相の子として誕生。
永禄11年（1568年）10月、織田信長が足利義昭を奉じて上洛すると、足利義栄派の公家は朝廷を追われ、永孝は父・永相と共に大坂寺内町へ下向した。
天正4年（1576年）5月2日、父・永相やほかの公家とともに、妙覚寺に滞在中の織田信長のもとを訪れた。
天正14年（1587年）12月24日、従三位となる。
慶長12年（1607年）4月11日、死去。享年48。

## 官歴
『公卿補任』による
- 永禄5年（1562年） 正月5日：叙爵（従五位下）
- 永禄11年（1568年） 2月8日：元服昇殿、侍従
- 元亀元年（1570年） 12月29日：従五位上
- 天正2年（1574年） 正月5日：正五位下。2月3日：右衛門佐
- 天正5年（1577年） 正月5日：従四位下、佐如元
- 天正9年（1581年） 正月6日：従四位上
- 天正11年（1583年） 正月6日：正四位下。日時不明：右衛門督
- 天正14年（1586年） 12月24日：従三位、非参議、右衛門督如元
- 文禄3年（1594年） 7月26日：参議
- 慶長3年（1598年） 正月5日：正三位
- 慶長11年（1606年） 正月11日：権中納言
- 慶長12年（1607年） 4月11日：薨去（享年48）

## 系譜
『系図纂要』による
- 父：高倉永相
- 母：佛光寺法印の娘
- 妻：三条西実枝の娘
  - 長男：高倉永慶（1592-1664）
  - 次男[3]：白川雅陳王（1592-1663） - 白川雅朝王の養子
  - 女子
- 妻：一身田の娘
  - 女子